# 讓二世·德·波旁

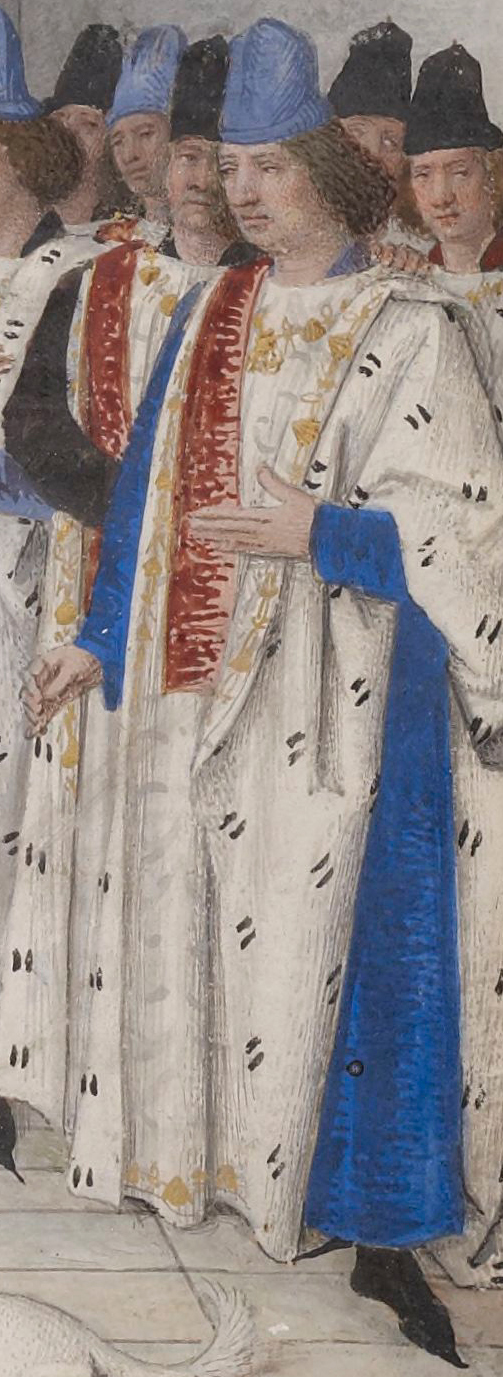
第六代波旁公爵讓二世·德·波旁

讓二世·德·波旁，第六代波旁公爵 John de Bourbon，6me Duc de Bourbon （1426年－1488年4月1日，又稱為好人讓或英國人的禍害）法國軍人，波旁家族的代表人物之一。波旁公爵及奧弗涅公爵（1456年－1488年）。
讓二世·德·波旁為第五代波旁公爵夏爾一世·德·波旁與勃艮第的艾格尼絲的長子。
讓二世·德·波旁有好人讓或英國人的禍害的稱號是因為他幫助法軍驅逐英國人出法國領土。他的弟弟皮埃爾二世·德·波旁與其妻法國國王路易十一的女兒法蘭西的安妮為了解除讓二世·德·波旁對他倆作為年幼的法國國王查理八世的攝政的威脅，而任命他為法蘭西王室統帥。

## 生平
法國國王路易十一為了爭取有異心的貴族支持他，他對一些曾作出了巨大貢獻的貴族賞賜的豐厚的禮物，而讓二世是首位被爭取的貴族。據現代的文獻記載，路易十一曾在巴黎賞賜讓二世所有的一切包括榮譽、撫愛、赦免及禮物。為了再一步爭取有讓二世支持他，提議將他的長女嫁給讓二世的私生長子路易·德·波旁 ，但是因為路易年幼而取消。縱使如此，讓二世沒有被國王提議他的嫡系的女兒與他的私生子結婚而受寵若驚。
讓二世曾三次結婚，但是沒有留下合法的嗣子。當讓二世於1488年逝世後，爵位由他的弟弟里昂大主教夏爾二世繼承。但是這次繼位因為皮埃爾二世·德·波旁及其妻子法蘭西的安妮強大的勢力，夏爾二世決定只收賠償金而放棄爵位，由其弟皮埃爾二世繼承。